# Нишка декларација
Нишка декларација је документ издат 7. децембра 1914. године, у јеку Првог светског рата, у којем је Министарски савет Краљевине Србије формално прогласио своје ратне циљеве. Написана у форми владине изјаве, објављена је током Колубарске битке као одбрамбена декларација којом се тражила подршка Јужних Словена који су живели у Аустроугарској, садржала је обећање да ће радити на ослобађању Јужних Словена од туђинске власти и успостављању заједничке јужнословенске државе након рата. Како се српска влада повукла из Београда раније током сукоба, декларација је усвојена у привременој српској престоници Нишу.
Тројна антанта није прихватила циљеве Нишке декларације, јер је подржавала очување Аустроугарске. У наредним годинама, подршка савезника склапању сепаратног мира са Аустроугарском и приједлози тријалистичке реформе Аустроугарске, као што је Мајска декларација из 1917, мотивисали су српску владу да сарађује са Југословенским одбором. Преговори српске владе и Југословенског одбора довели су до Крфске декларације из 1917, у којој су се обе стране сложиле да се по завршетку рата створи заједничка јужнословенска држава.

## Позадина
На почетку Првог светског рата, Српска војска је успешно одбила напад Аустроугарске војске у почетним етапама похода на Србију. Почетком новембра 1914, Српска војска је била принуђена да напусти престоницу Београд и територију на североистоку земље. Српска влада се повукла у Ниш на југу, који је постао привремена престоница земље. Средином новембра Аустроугари су стигли до реке Колубаре, али је њихово напредовање заустављено једномесечном Колубарском битком, након чега је иницијатива прешла на Србе, који су покренули контраофанзиву 3. децембра.
Након избијања непријатељстава, српско руководство је рат видело као прилику за територијално проширење Србије изван подручја насељеним Србима. Одбор задужен за утврђивање ратних циљева земље израдио је програм за успостављање југословенске државе придруживањем Хрватске и Славоније, Словеначких земаља, Војводине, Босне и Херцеговине и Далмације. Био је то одјек Начертанија из 1844. које је написао српски министар унутрашњих дела Илија Гарашанин — расправа која предвиђа распад Османског царства и позива на уједињење свих Срба у једну државу, како би се спречила руска или аустријска империјална експанзија на Балкан.
Традиционална политика Србије према Истоку, тј. Уједињењу са Бугарском, дефинитивно је напуштена и усмерена према југословенским земљама, тако се код Срба јавила и све више јачала идеја да би јединствени и сложни, савладали непријатеља, на шта би у великој мери требало да утиче побуна Словенаца и Хрвата против Аустроугарске. У овим условима настао је став, још на почетку Првог светског рата утемељен је на два рационално изречена интереса Србије:
- Да престане бити мала држава на „ветрометини” међународне политике
- Да се, и поред расејања и измешаности са другима народима, коначно Срби окупе у једну независну државу,[5] (коју је Никола Пашић видео као једину могућност да се трајно и коначно реши српско питање).[6]

Визију о југословенској држави Никола Пашић је заступао међу својим пријатељима и блиским сарадницима одмах по избијању српско-аустоугарског сукоба, 29. јула 1914. године.
На питање Јована Цвијића о новим границама после рата, Пашић је одговорио да ће она… бити на линији Клагенфурт—Марбург—Сегедин.
Крајем августа 1914. Никола Пашић окупио је једну групу познатих српских јавних и научних радника, „која је на основу науке требало да формулише српски ратне циљеве у смислу стварања јединствене југословенске државе… А та основа југословенског програма у Србији изграђивана је на тези о етнички јединственом народу, поткрепљена етнографским, историјским и статистичким образложењима”.

### Разлози за југословенски ратни циљ Србије
Основни разлог доношења Нишке декларације лежао је у томе да се:
- Идеолошко-пропагандо ослаби Аустроугарска изнутра. Наиме, „хрватске регименте на Дрини, у којима је био цвет Загреба, биле су најогорченији војници на фронту”. Ако би се оне „охладиле за Аустрију”, војна снага Двојне монархије била би више него преполовљена. У том смислу се већ радило на фронту, када је крајем септембра 1914, забележено да су српски војници пре сваког напада певали „Лијепа наша” и „Ој Хрватско још поживи” на шта им је је било одговорено плотунима.[9]
- Објави идеју за уједињење Срба и Хрвата и других Југословена као главни и званични ратни циљ Србије, који би жешће демотивисао Хрвате за борбу у Аустроугарској војсци. Јер, тада би рат Аустроугарске против Србије за њих уједно постао рат против будуће независне државе Југословена, у чији састав би ушла и Хрватска као равноправна чланица.[10]
- Југословенски ратни циљ Србије утиче и на силе Антанте, како у погледу њихових планова о територијалним компензацијама, тако и у погледу њихових пројеката послератног уређења Европи[11].
- Југословенским програмом пружи отпор савезничким притисцима на Србију и тиме утиче на прихватање територијалних уступка Италији, Румунији и Бугарској за њихов улазак на страну Антанте. Изношењем југословенског ратног циља, Србија је Антанти понудила велику државу која би као таква могла да буде један од стубова стабилности у послератној Европи. Што се саме Србије тиче, само се са остварењем југословенског ратног циља задовољавала њена насушна потреба за рушењем Аустроугарске, која је као грабљив сусед и тешка препрека за њену националну мисију, деценијама представљала претњу њеном опстанку.
- Уједињењем са „неослобођеном браћом” Србија би предупреди појаву новог непријатељског суседа на северу и западу. Идеју о стварању самосталне Хрватске, као католичке државе, опомињала је на њу као на непријатељског суседа који би под утицајем Италије, опет била замена за Аустроугарску.[12]

## Одредбе
Српска влада је објавила, а Народна скупштина потврдила, своје ратне циљеве у Нишу 7. децембра. У декларацији је најављена борба за „ослобођење и уједињење све наше неслободне браће”. Међутим, у декларацији се не помиње Велика Србија. Умјесто тога се говори о „три племена једног народа”, када се говори о Србима, Хрватима и Словенцима. Историчар Андреј Митровић је декларацију описао као „југословенску” декларацију српске владе, јер је влада у декларацији тврдила да ради у служби „Српске Државе и Српско-Хрватског и Словеначког Племена”.
Концепт „три племена једног народа” увела је група београдских научника на челу са Јованом Цвијићем децембра 1914. године. Цвијић и његови сарадници, као и власт која се угледала на Цвијића, сматрала је Македонце и Муслимане етнички „неформираним елементима”, које би Срби могли брзо асимилирати. Црногорци се у декларацији не помињу, јер је Србија уз подршку главних сила Антанте преузела централну улогу у изградњи будућег јужнословенског поретка. Цвијићеви погледи су уграђени у Нишку декларацију, јер су наде у краткотрајан рат постале нереалне, а декларација је била замишљена као начин да се привуче подршка Јужних Словена који су живјели у Аустроугарској. Влада је позивала на подршку Јужних Словена, јер се плашила мале материјалне подршке која је долазила од савезника из Тројне антанте.

## Посљедице
Антанта никада није прихватила Нишку декларацију. Она би након рата остала мртво слово на папиру да се није променио став Савезника према будућности Аустроугарске, односно према расформирању Монархије. Међународна подршку очувању Аустроугарске неће почети да јењава све док Сједињене Америчке Државе нису ушле у рат 1917. године. Ипак, у свом говору у Четрнаест тачака, амерички предсједник Вудро Вилсон је само обећао аутономију за народе у Аустроугарској. Очување Двојне монархије није напуштено до потписивања Брест-литовског мира у марту 1918, када су се савезници увјерили да се не могу одупријети комунистичкој револуцији. Промена тог става омогућила је стварање југословенске државе. Тако да су снаге, које су за време рата непрестано радиле на стварању заједничке државе, тек тада могле да реализују успешну примену својих тежњи. Тим чином, поступак уједињења прокламован Нишком декларацијом, могао је бити препуштен на реализацију челним људима земаља које је требало да уђу у нову државу, и у њој остваре властите концепције и задовоље своје интересе.
Јужнословенски заступници Рајхсрата, законодавног тијела аустријског дијела Двојне монархије, представили су тијелу Мајску декларацију, манифест којим се захтјева уједињење хабзбуршких земаља насељених Хрватима, Словенцима и Србима у демократску, слободну и независну државу по статусу једнаку Цислајтанији, односно угарским дијелом Монархије, под Хабзбуршко-лоренским домом. Мајска декларација је издата у вријеме док је Антанта још увијек тражила начине да постигне сепаратни мир са Аустроугарском и тиме је одвоји од утицаја Њемачког царства. То је представљало проблем српској влади, која се затим повукла на грчког острво Крф послије Албанске голготе у зими 1915. и 1916. године. Склапање сепаратног мира би повећало ризик од тријалистичког рјешења за Јужне Словене у хабзбуршкој монархији, спрјечавајући остварење ратних циљева Србије. У недостатку раније снажне руске дипломатске подршке због избијања Фебруарске револуције, српски премијер Никола Пашић се сматрао принуђеним да склопи договор са Југословенским одбором, ad hoc групом интелектуалаца и политичара из Аустроугарске која је тврдила да заступа интересе Јужних Словена, чији се најистакнутији члан Франо Супило залагао за федерацију која би се супротставила пријетњи српске хегемоније у заједничкој јужнословенској држави.
Пашић је позвао чланове Југословенског одбора на разговоре о принципима послијератног уједињења, који су довели до Крфске декларације у јулу 1917. године. Нова декларација је задржала фразу „један троимени народ”, која је при пут употребљена у Нишкој декларацији.

## Декларација из данашњег угла
Проглашавајући Југословенство за циљ рата, Србија је много изгубила из данашње перспективе. Међутим, нишки историчари Небојша Озимић и Александар Динчић сматрају, да је то била неминовност јер:
Да није донета Нишка декларација и да је Србија остала у политици Балканског војног савеза, онда би требало да нападне Аустроугарску преко Дрине свим снагама да би олакшала положај савезницима на другим фронтовима и да би изоловала Турску, против које су почеле да се боре Енглеска и Русија. А можда би било велика војна авантура која би проредила и онако проређену војску након Церске и Колубарске битке. Пашић је то знао, као и команданти и зато су покушали, политичари, пре свега, да крунишу успех једним ратним циљем и ставе савезнике пред свршен чин. Долази 1915 године и поново крећу савезнички притисци да српска војска нападне Аустроугарску преко Дрине. И тако је то ишло све док Бугарска није пришла Централним силама и напала Србију. Онда су савезници тобоже прихватили српски ратни циљ, а то је била „алиби политика", јер јој нису војно могли да јој помоћи, а тражили су да се боре и крваре за њих.
Код појединих историчара влада и опречно мишљење да је Нишка декларација као узрок стварања Југославије имала и за последицу њен „крвави” распад, више деценија касније.